# Anshan (Perzië)
Anšan (geschreven als an-ša4-anki) was een landstreek in het oude Elam in de Iraanse provincie Fars die vanuit de gelijknamige stad Anšan, nu Tal-e Malyan bestuurd werd. De stad ligt in het bekken van de rivier de Kur.
De stad speelde een aanzienlijke rol in de geschiedenis van Elam en Mesopotamië. Het was samen met Susa een van de twee hoofdsteden van het Elamitische Rijk.
Shulgi trachtte in zijn 29e jaar door middel van een gearrangeerd huwelijk op vreedzame voet te komen met  Anšan, maar vier jaar later was er weer oorlog.
Anšan ging een bondgenootschap aan met de Šimaški, een los bondgenootschap van een aantal stammen en steden in Elam dat Susa de heerschappij betwistte. Uiteindelijk waren zij succesvol en vielen zelfs het door interne twisten verzwakte Ur aan.
De laatste koning van Ur III, Ibbi-Sin werd afgevoerd naar Anšan. In deze tijden (einde 3e, begin 2e millennium v.Chr.) bestonden er blijkens opgravingen aldaar belangrijke handelscontacten met het gebied van de Oxuscultuur in wat nu noordelijk Afghanistan en Turkmenistan is.

## Opgravingen
Het Malyan-project voerde in de jaren 1970 uitvoerige opgravingen uit op vier plekken van de vindplaats. Er werden vondsten verzameld uit een aantal perioden:
1. Proto-Elamitisch (3200-2800 v.Chr.}
2. Kaftari/Qaleh (2200-1300 v.Chr.)
3. Midden-Elamitisch (1300-1000 v.Chr.)